# Janssons frestelse (film, 1928)
Janssons frestelse är en svensk stumfilm från 1928 baserad på Sigurd Walléns pjäs med samma namn.

## Handling
En baron och en storbonde grälar om ett vattenfall på gränsen mellan deras ägor, det är viktigt för den skuldsatte baronen att vinna. Baronens dotter kommer hem efter att ha studerat i Frankrike och hon blir snart intresserad av storbonden, faderns ärkerival.

## Om filmen
Filmen spelades in sommaren 1928 i Filmstaden. Exteriörerna kommer från Karseforsen i Laholm, Fröllinge slott i Halmstad, Skottorps gård och Jägersro. Den hade premiär den 26 december 1928 och var då tillåten från 15 år. Filmen var ett av evenemangen ombord på M/S Kungsholms första Amerika-resa, som anträddes från Göteborg den 24 november 1928. 
Den 15 december 1930 granskades en förkortad version av filmen som blev barntillåten.

## Rollista (urval)
- Oscar Byström - baron Casimir von Werne, ägare till godset Werneholm
- Margita Alfvén - Inga, baronens dotter
- Edvin Adolphson - Gunnar Jansson, storbonde på Ekelunda gård
- Stina Berg - Bernhardina, von Wernes husföreståndarinna
- Lars Egge - direktör Axel Hall
- Lennart Wallén - Lennart Ek, stallpojke på Eklunda
- Jullan Kindahl - mor Kerstin, Gunnars mor
- Knut Frankman - gubben Jan, Gunnars far
- Axel Hultman - gubben Jan, Gunnars far
- Knut Frankman - gubben Matts, Gunnars morbror
- Axel Lagerberg - Ernst Winkler, advokat
- Sigurd Wallén - herre i totalisatorkön
- Oscar Åberg - Johan, stallskötare på Werneholm
- John Degerberg - lantmätaren